# Kerk van Kemi
De Kerk van Kemi is een kerkgebouw van de Evangelisch-Lutherse Kerk van Finland in het bisdom Oulu en bevindt zich in het centrum van de Finse stad Kemi.
Het neogotische gebouw werd ontworpen door de architect Josef Stenbäck en voltooid in 1902.
De kerk werd in 2003 gerenoveerd.

## Interieur

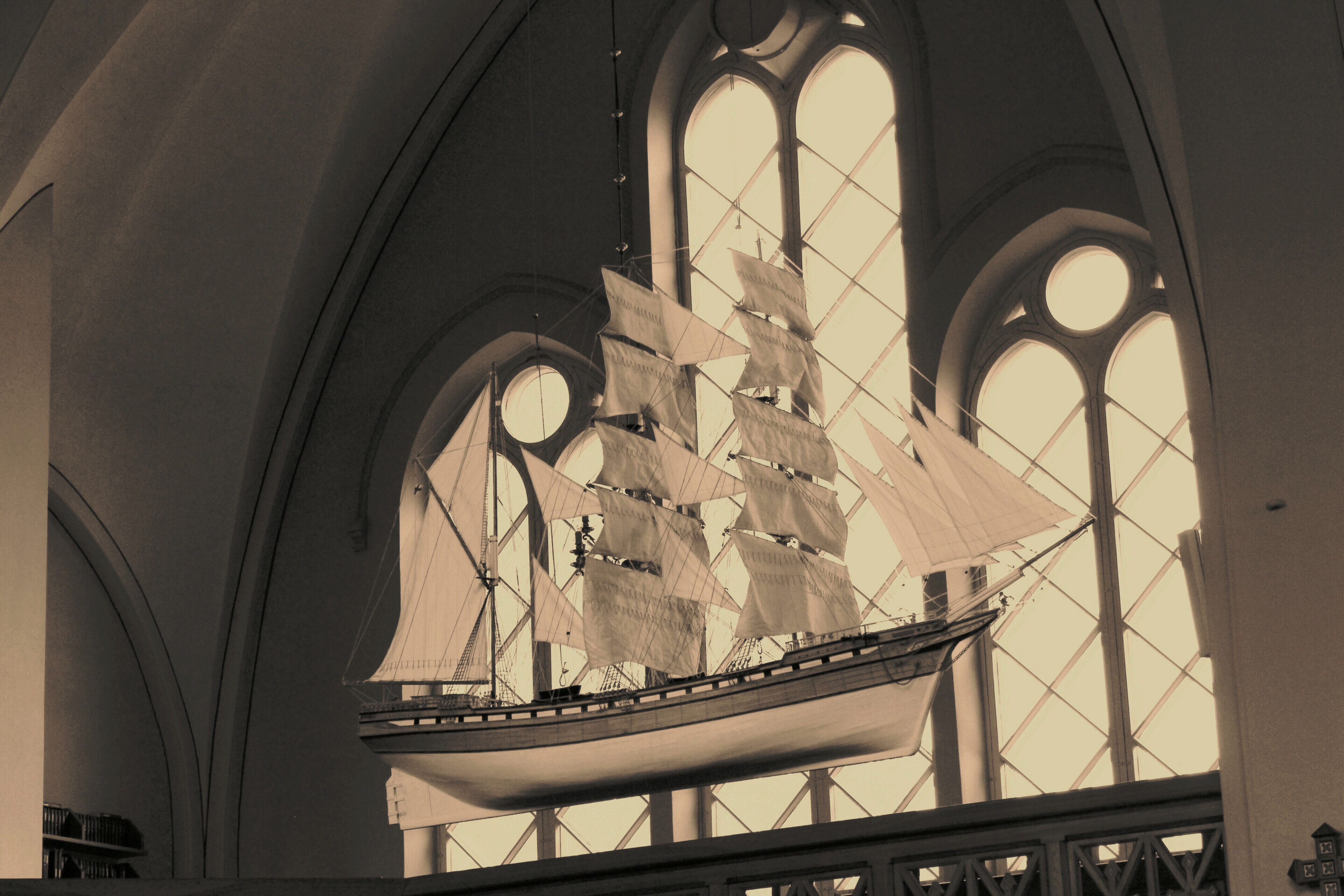
Votiefschip

- Het orgel werd gebouwd door de orgelmakerij in Kangasala in 1935.
- In de kerk bevindt zich een gebrandschilderd raam van de Heilige Drievuldigheid (1986). Het werd gemaakt door de Finse kunstenaar Lauri Ahlgren.
- In het kerkschip hangt een votiefschip.